# Schloss Dyck
Het Kasteel van Dyck (Duits: Schloss Dyck) is een waterburcht in het plaatsje Bedburdyck in Jüchen in Noordrijn-Westfalen. Er is een omvangrijke tuin te bezichtigen. Het kasteel was het centrum van de rijksheerlijkheid Dyck. De naam Dyck moet als diek uitgesproken worden.

## Geschiedenis
In de 11e eeuw wordt Hermanus de Dicco als bezitter van de burcht genoemd. In 1383 belegeren de steden Keulen en Aken, Frederik III van Saarwerden en hertog Willem III van Gulik en Gelre de burcht. Zij beschuldigen Gerard van Dyck van roofridderschap.
Gerard van Dyck overlijdt in 1394 zonder mannelijke erfopvolger en via de vrouwelijke lijn erft Johan V van Reifferscheid de burcht. Vervolgens koopt Johan VI de titel van Neder-Salm; zo ontstaat het huis Salm-Reifferscheid-Dyck, met bezittingen die her en der verspreid liggen. Het geslacht Salm-Reifferscheidt-Dyck stierf in 1888 uit. In 1992 moest de kostbare kasteelbibliotheek worden verkocht. In 1999 bracht de laatste adellijke eigenaresse,  Marie Christine Wolff Metternich, het kasteel in in een stichting, die als doel heeft, de tuinarchitectuur en de landschapscultuur te bevorderen.  Van 1995 tot 2000 was het kasteel de filmlocatie van de Duitse televisie-soap Verbotene Liebe.

## Tuin
Jozef van Salm-Reifferscheid-Dyck liet in 1794 in het park van het kasteel een Engelse tuin aanleggen. Tijdens de Eerste Wereldoorlog werd de warmtetoevoer gestopt en stierven veel planten af. Inmiddels is de tuin verder uitgebreid. De tuinen vormen sinds de Landesgartenschau van Noordrijn-Westfalen in 2002 de voornaamste attractie van het kasteelcomplex. Er is onder andere een bamboe-tuin ingericht, terwijl ook talrijke kunstenaars beeldhouwwerken en installaties in het kasteelpark hebben opgesteld. Af en toe vinden avonden plaats (Illuma), waarop de tuinen op artistieke wijze verlicht worden.

## Bezoek

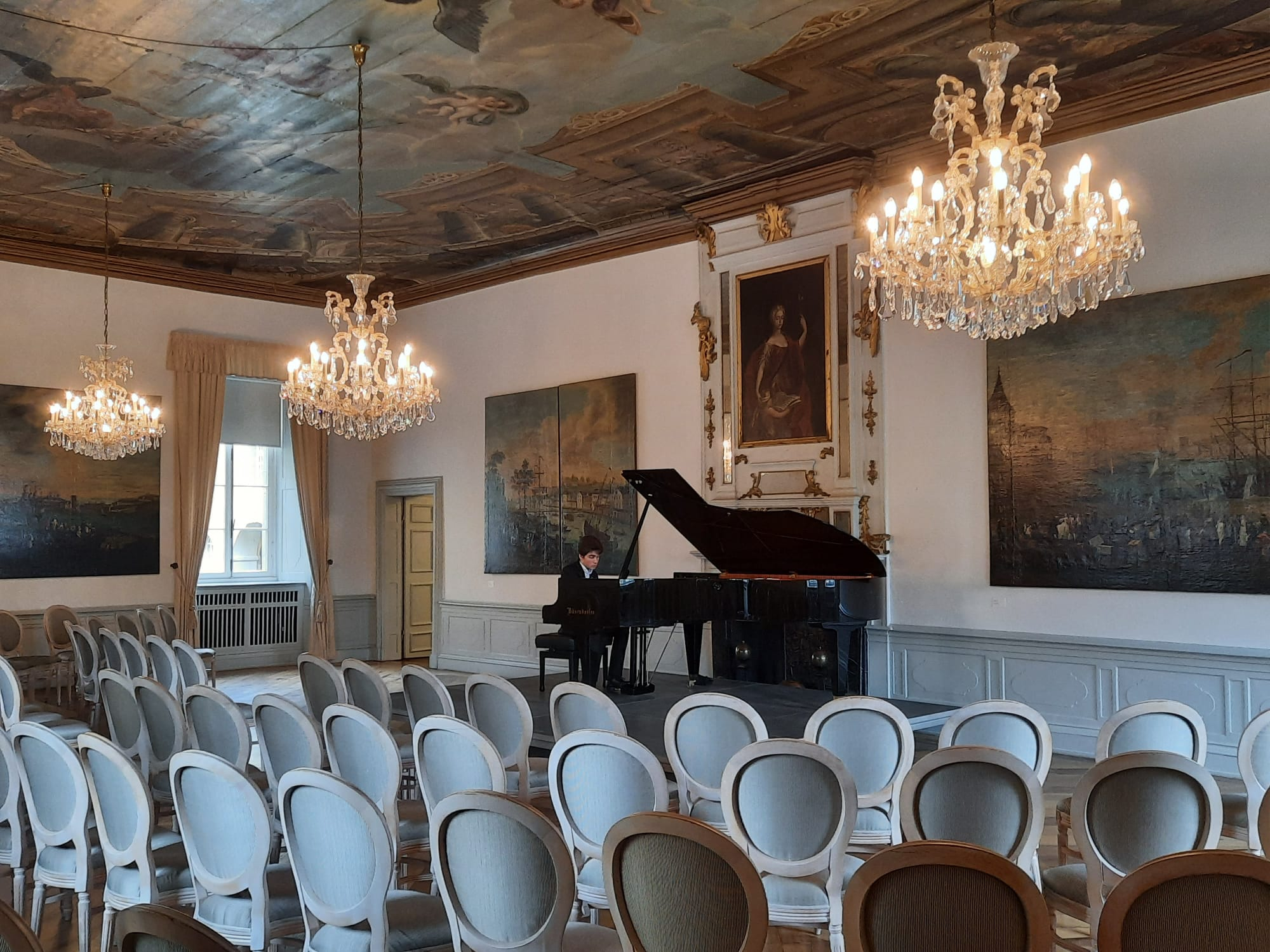
Historische feestzaal van het hoge kasteel met grote piano

Een gedeelte van het kasteel is, in het kader van rondleidingen, te bezichtigen. Populair is een uitvoerige rondleiding door zowel de tuinen als het kasteelgebouw, afgesloten met een diner in het restaurant van het kasteel. Een klein deel van het gebouwencomplex, de voormalige Remise, is als een klein luxehotel ingericht. 
In het kasteel kunnen ook evenementen, zoals concerten, congressen, bruiloften en andere feesten of partijen worden gehouden. De in geheel Duitsland bekende evenementen op het gebied van klassieke auto's en motoren rondom Schloss Dyck behoren sedert 2019 tot het verleden.
Schloss Dyck is per bus bereikbaar door naar het scholencentrum te Jüchen te reizen en daar op een lokale busdienst over te stappen. Bij het kasteel bevindt zich een gratis te gebruiken  parkeerterrein.

## Galerij

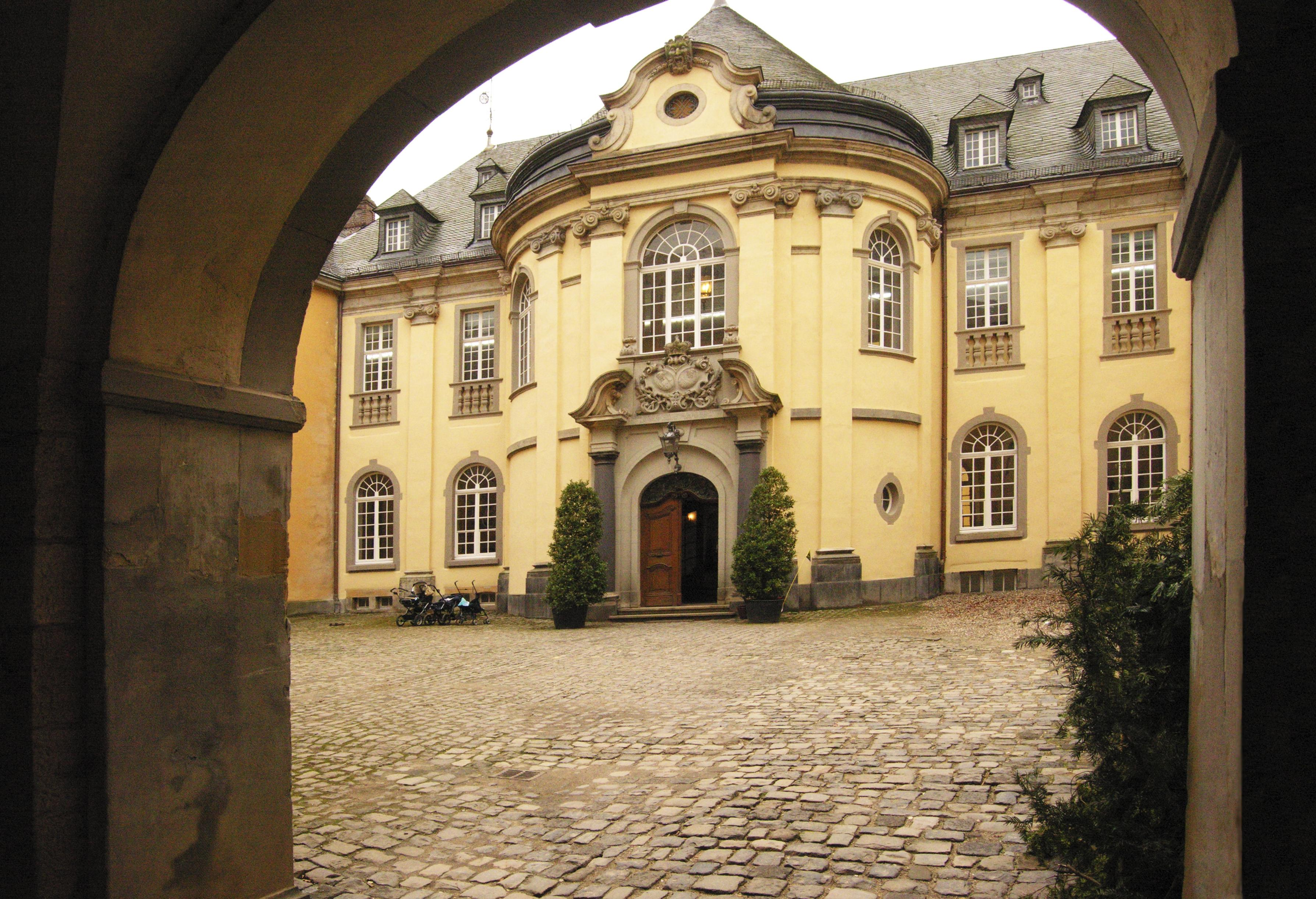
Binnenplaats
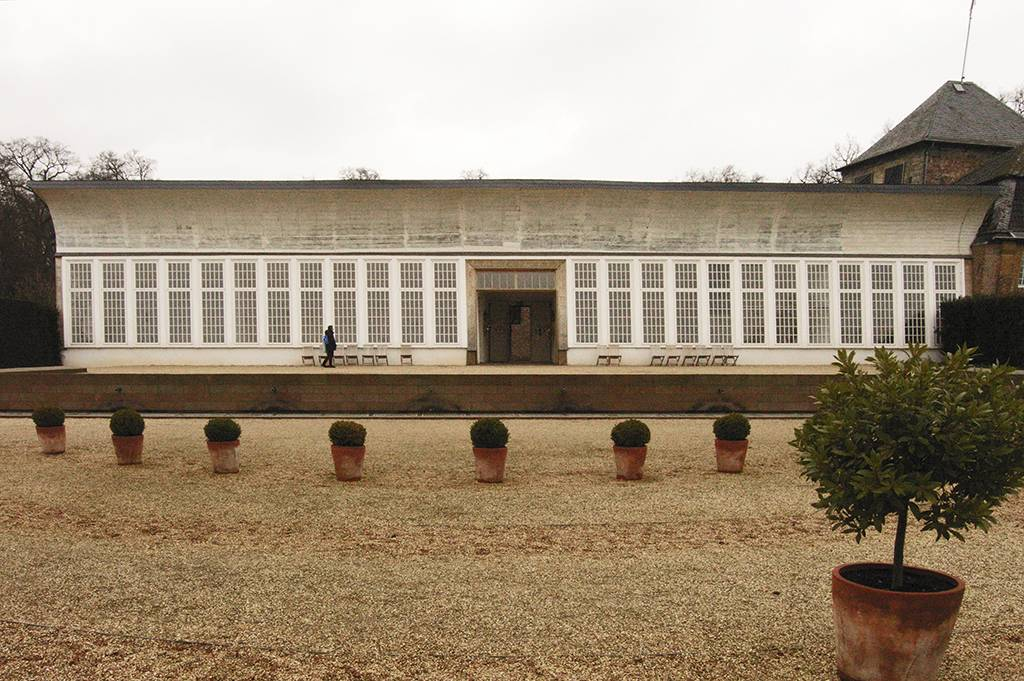
Oranjerie
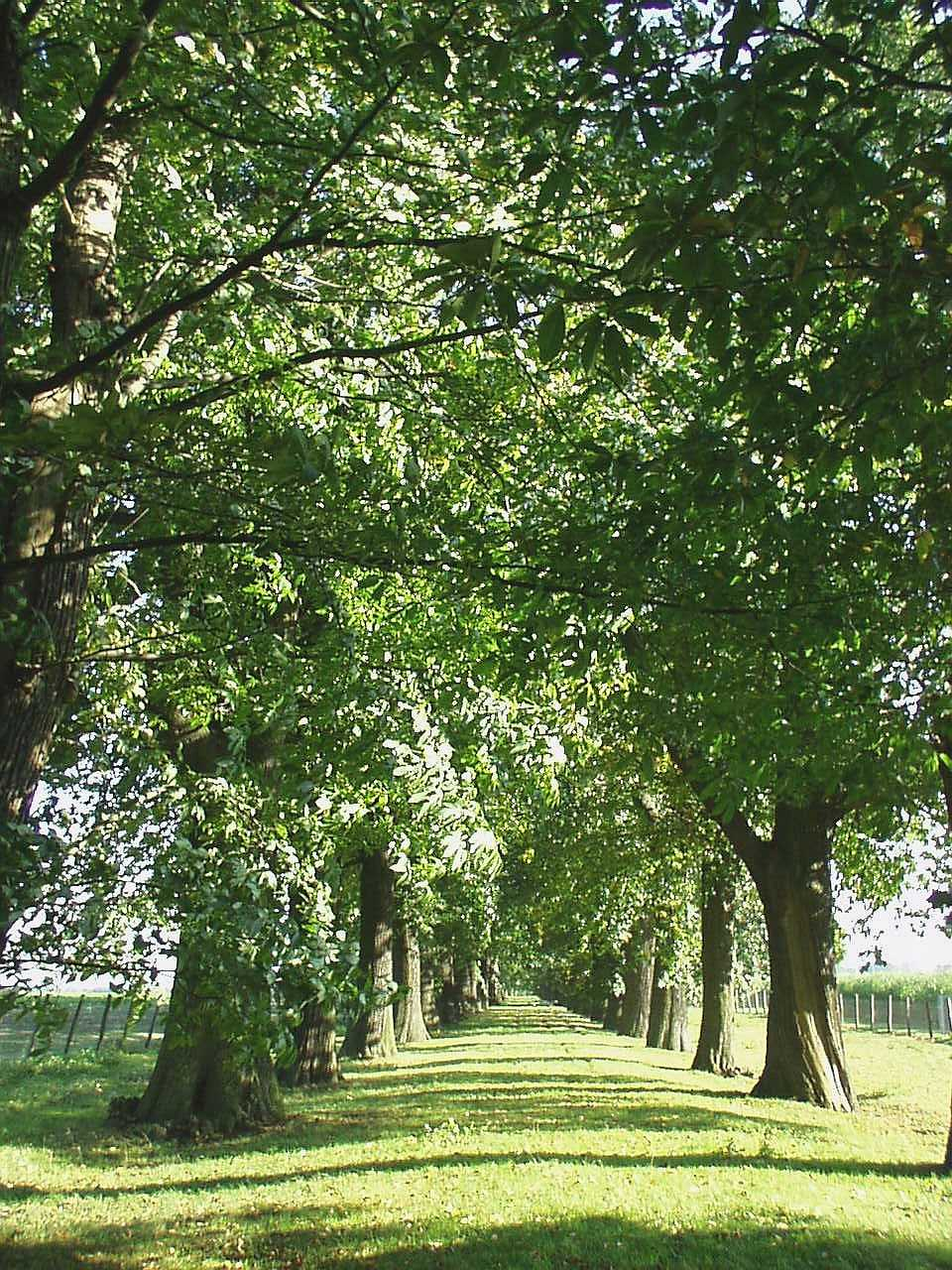
Laan met tamme kastanjebomen, 1811
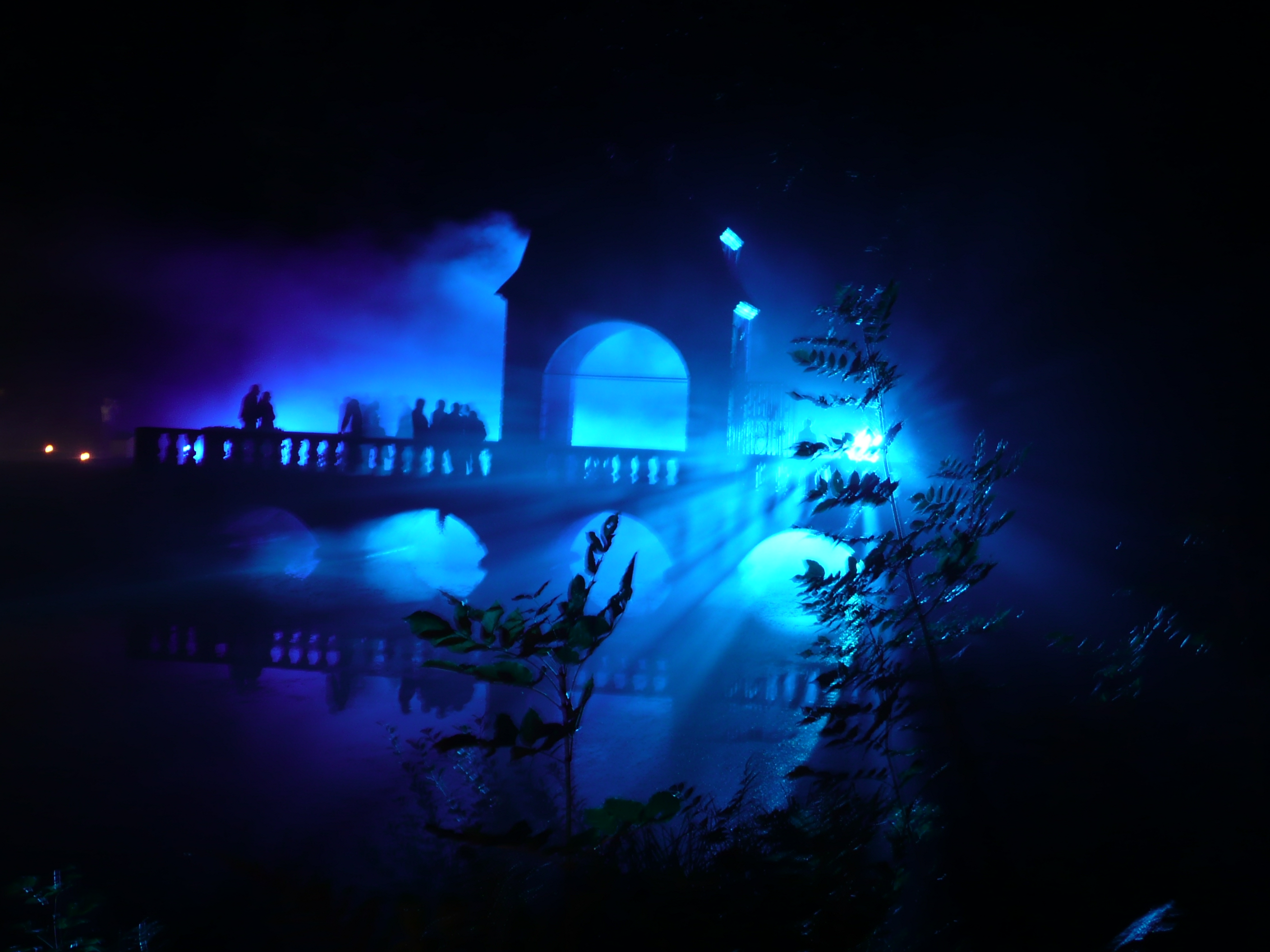
Illumina-avond kasteelbrug Schloss Dyck, 2010